# المستقلة (صحيفة)
المستقلة (بالإنجليزية: The Independent) صحيفة يومية باللغة الإنجليزية صدرت في دكا، بنغلادش. وهي الصحيفة الوحيدة التي صدرت بالألوان بجميع صفحاتها ال(32) في بنغلاديش. للصحيفة أكثر من ملحق أسبوعي منها: السماعة، الشباب والاستقلال، الإيمان، مجلة عطلة نهاية الأسبوع المستقلة، دكا لايف (صحيفة يومية).